# Władimir Niemirowicz-Danczenko
Władimir Iwanowicz Niemirowicz-Danczenko, ros. Владимир Иванович Немирович-Данченко (ur. 11 grudnia?/23 grudnia 1858 w Ozurgeti, zm. 25 kwietnia 1943 w Moskwie) – rosyjski i radziecki reżyser, dramaturg, pedagog, działacz teatralny, Ludowy Artysta ZSRR.
Założyciel – wraz z Konstantinem Stanisławskim Moskiewskiego Akademickiego Teatru Artystycznego, MChAT, kierownik wielu instytucji tego teatru – m.in. Studia Muzycznego (przekształconego później w Teatr Muzyczny im. Niemirowicza-Danczenki). 
W 1936 otrzymał tytuł Ludowy Artysta ZSRR, był laureatem Nagrody Stalinowskiej w latach 1942 i 1943, otrzymał Order Lenina i Order Czerwonego Sztandaru Pracy.
Pochowany na Cmentarzu Nowodziewiczym w Moskwie.